# Ziekte

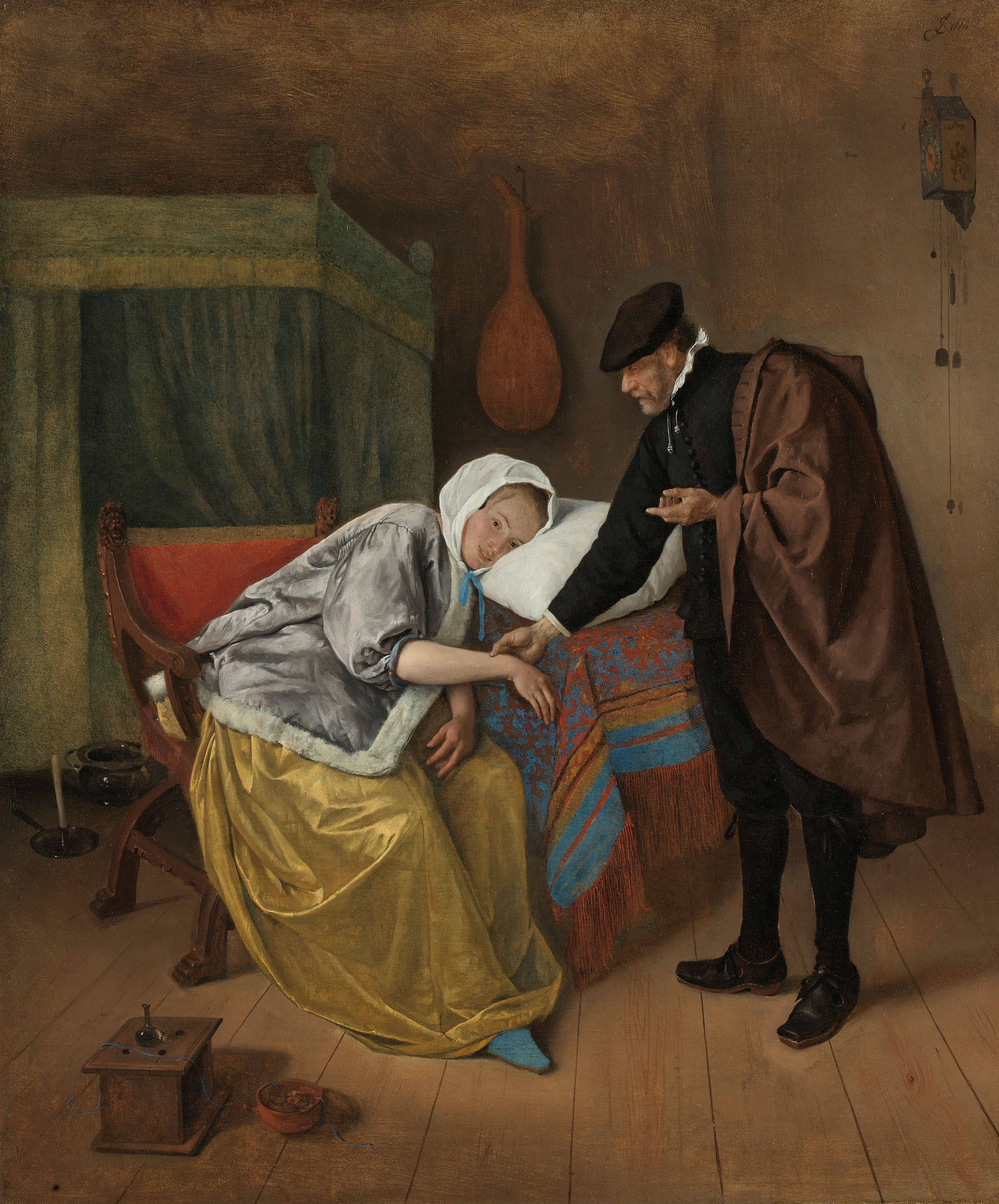
De zieke vrouw. Geschilderd door Jan Steen tussen 1663 en 1666

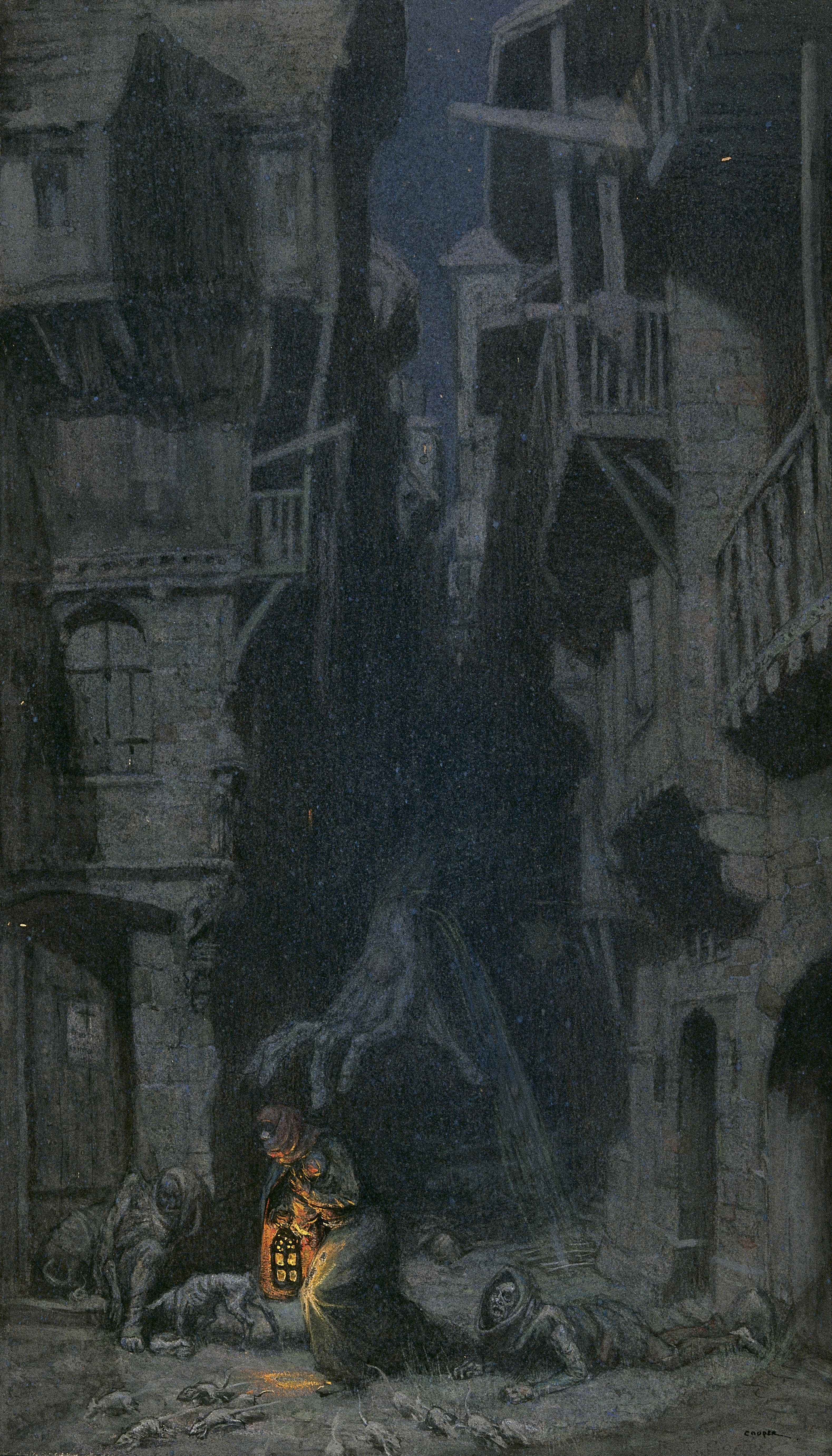
Een reuzenhand waart door de straten van duister Londen terwijl mensen en ratten aan zijn greep trachten te ontkomen. Symbolische voorstelling van de builenpest.

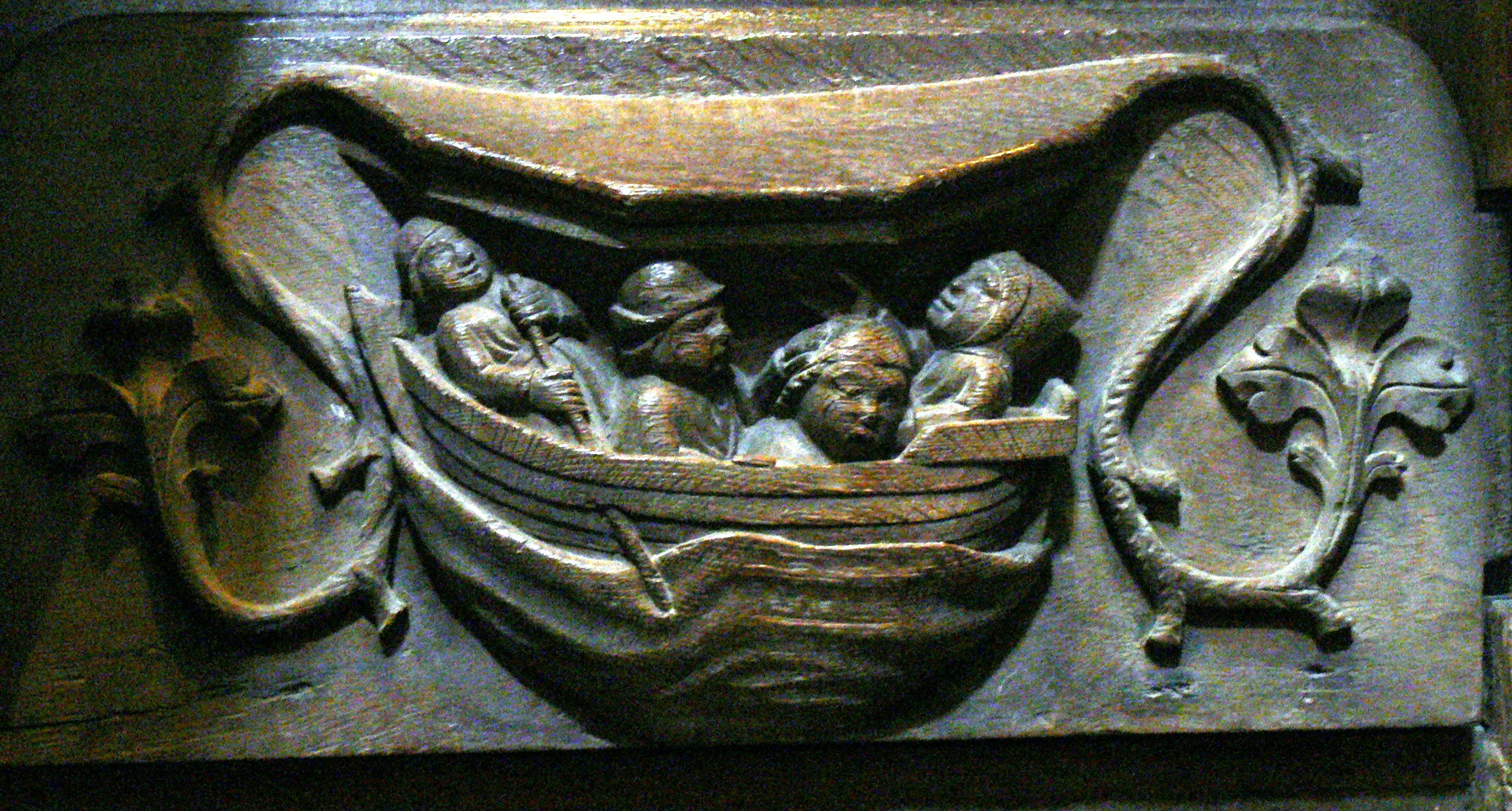
Zeezieke reiziger die over de reling hangt en overgeeft. Misericorde in de Kathedraal van St Davids, Wales.

Ziekte is een lichamelijke of psychische aandoening die een levend wezen belemmert in het normale functioneren. Een ziek organisme is uit zijn evenwicht; er is sprake van een verstoorde homeostase. Ziekte gaat vaak gepaard met symptomen die wijzen op de abnormale toestand. Gezien het brede spectrum aan ziekten is een eenduidige definitie van het begrip niet goed mogelijk, en ook een scherpe afbakening tussen ziekte en gezondheid is niet altijd duidelijk. Bovendien is wat wel of niet normaal (ziek) is, deels cultureel bepaald.
Veelvoorkomende ziekten zijn infectieziekten, bijvoorbeeld virusinfecties van de luchtwegen als verkoudheid en griep, en een psychische ziekte als depressie. Ziekte kan gevolgd worden door genezing, al dan niet na behandeling, maar kan ook resulteren in een handicap of de dood. Veelvoorkomende ziekten met een vaak dodelijke afloop zijn kanker en hart- en vaatziekten. Preventie is juist gericht op het voorkomen van ziekten.
Binnen de geneeskunde is de pathologie het vakgebied dat de verschillende, opeenvolgende stadia van ziekten onderzoekt; meer specifiek onderzoekt de etiologie de oorzaken, en de pathogenese het verloop van ziekte. Voorbeelden van medische specialismen die verschillende ziektebeelden onderzoeken en behandelen zijn de oncologie voor kanker, de cardiologie voor hart- en vaatziekten, de gastro-enterologie voor stoornissen in het spijsverteringssysteem, en de psychiatrie voor geestesziekten. 
Volgens historicus McNeill - in zijn boek Plagues and Peoples - heeft ziekte, in de vorm van epidemieën van besmettelijke ziekten, een centrale rol gespeeld in de geschiedenis van de mensheid.

## Beschrijving
Een gegeven ziekte kan beschreven worden aan de hand van de symptomen waarmee de ziekte zich openbaart, of aan de hand van de onderliggende oorzaken. Zo zijn de symptomen van builenpest hoge koorts met bobbels in de oksels, liezen en hals, die na verloop van korte tijd openbarsten en waarbij de patiënt meestal binnen enkele dagen tot weken overlijdt. De oorzaak is de beet van een rattenvlo, en vervolgens besmetting met een bacterie van die vlo afkomstig, die leidt tot sepsis ('bloedvergiftiging') met hoge koorts en lymfklierzwellingen, gevolgd door verettering van de lymfklieren, waarbij de patiënt grote kans heeft te overlijden. Meer specifiek is de oorzaak een infectie van de mens met de bacterie Yersinia pestis, met wisselende klinische verschijnselen en een hoge mortaliteit.
De definitie van een gegeven ziekte verandert naarmate er meer over bekend wordt. Een aanvankelijke puur beschrijvende definitie verandert daardoor steeds meer in een oorzakelijke (causale) definitie. Daarnaast blijken sommige ziekten, die voorheen een eenheid leken, bij verder onderzoek te bestaan uit subgroepen, die op belangrijke punten van elkaar verschillen. Zo werd tyfus later onderscheiden in buiktyfus en vlektyfus, die tegenwoordig als twee geheel verschillende ziekten worden beschouwd.

## Stadia

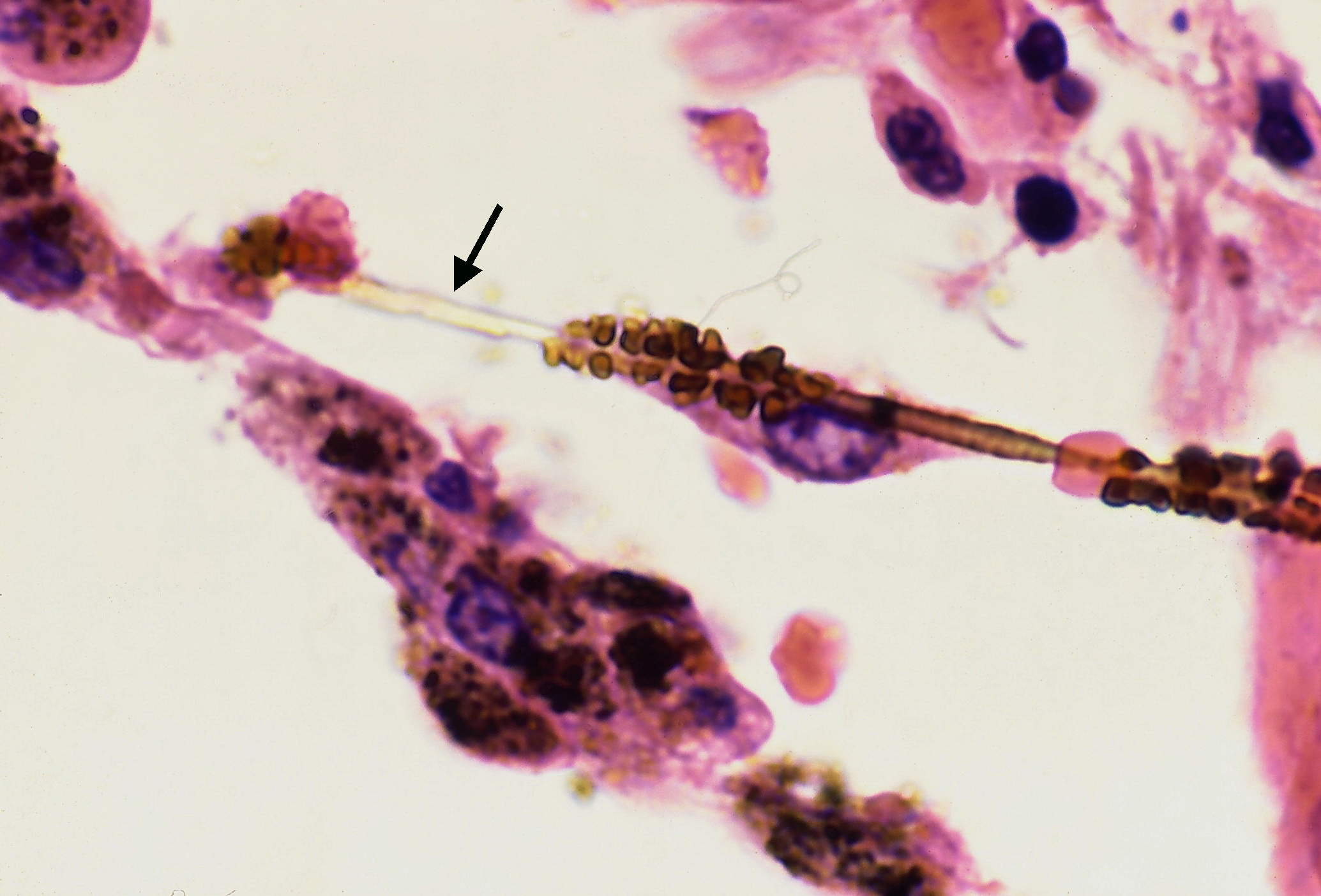
Beroepsziekte asbestose met verbindweefseling van longweefsel rond een asbestvezel bij de pijl

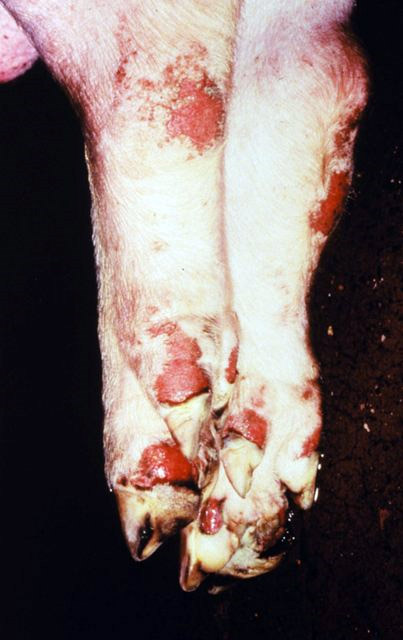
Ook dieren kunnen door ziekten worden getroffen: varken met mond-en-klauwzeer, een virusinfectie

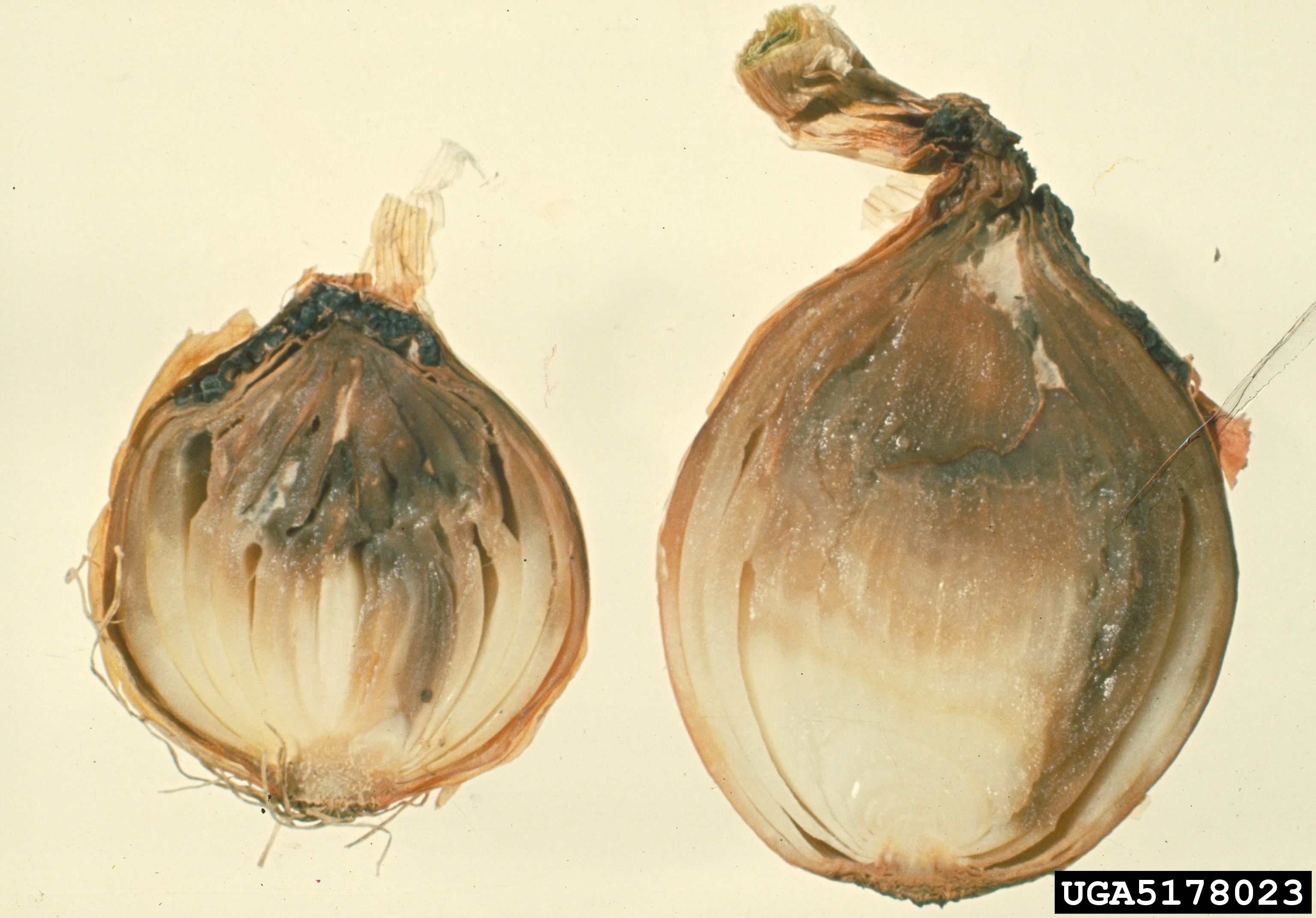
Ook planten kunnen worden aangetast door ziekten: uien met een schimmelinfectie

Kenmerkend voor een ziekte is ook dat het een zeker proces aanduidt: er is een begin, een beloop, en een eindtoestand (soms genezing, soms de dood, soms een blijvend effect op de gezondheid).

## Ontstaansmechanismen
Een van de manieren om ziekten in te delen is op grond van hun ontstaansmechanisme (etiologie): 
- aangeboren afwijkingen;
- overdraagbare ziekten:
  - infectieziekten;
  - parasitaire ziekten, sommige hiervan worden tot de infectieziekten gerekend;
- niet-overdraagbare ziekten:
  - degeneratieve ziekten;
  - nieuwvormingsziekten;
  - stofwisselingsziekten;
  - auto-immuunziekten;
  - beroepsziekten;
- psychische aandoeningen.

### Verloop
Een ziekte begint vaak onopgemerkt. Bij infectieziekten heet de periode tussen de besmetting en het optreden van verschijnselen de incubatieperiode. Kortdurende of lang durende ziekten kunnen vanzelf genezen, soms zelfs zonder dat er een echt ziekte-inzicht is opgetreden. Ook bij langduriger ziekten kan door verschillende oorzaken het ziekte-inzicht achterwege blijven, ook wel denial of illness genoemd. Bij veel psychiatrische ziektebeelden is ziekte-inzicht zelfs geheel afwezig.
Bij langduriger ziekten neemt de hevigheid soms met de tijd toe, bij sluipende ziekten treden vaak pas symptomen op als genezing zeer moeilijk of onmogelijk is. In de meeste gevallen zal het lichaam trachten zichzelf te herstellen, maar bij een ernstige ziekte kan deze hier zonder behandeling niet toe in staat zijn. Ook met behandeling kan een ziekte zoveel van het lichaam vergen dat er blijvende gevolgen zijn: er ontstaat dan een chronische ziekte.

## Diagnose
Zodra er sprake is van een ziektebesef bij een patiënt, probeert een arts (vaak een huisarts) een diagnose te stellen aan de hand van, objectief vast te stellen, ziekteverschijnselen die zich inwendig en/of uitwendig kunnen voordoen. Bij subjectief ervaren, objectief niet vast te stellen verschijnselen kan de diagnose problematisch zijn. Een juiste diagnose is essentieel voor een adequaat medisch behandelingstraject. Na de gestelde diagnose kan de huisarts een doktersrecept schrijven waarmee de patiënt medicatie kan ophalen bij een apotheek, of de huisarts kan doorverwijzen naar een medisch specialist.

## Behandeling
Therapie of behandeling is een poging om een ziekte te genezen of te verlichten. Dit kan met behulp van geneesmiddelen, chirurgie, medische apparatuur of fysiotherapie. Bij behandeling door een arts zal deze door gerichte vragen de voorgeschiedenis van de patiënt proberen te achterhalen.
Van groot belang bij de behandeling is de medische ethiek waarvan de eed van Hippocrates een vroege vorm is. Door de voortschrijdende ontwikkeling van medische behandelwijzen en technieken wordt de vraag of alles wat mogelijk is, ook gewenst is, steeds actueler.

## Cultureel element
Bij veel ziekten is sprake van een moreel oordeel: het is ongewenst, een apoproegmena. Men is beter af als men het niet heeft, of althans degene die het een ziekte noemt, vindt dat de patiënt het beter niet kan hebben. Daarom is bijvoorbeeld blond haar hebben geen ziekte, wordt over grijs haar in sommige landen of delen daarvan (Verenigde Staten, Californië) al verschillend gedacht, en begint kaalheid steeds meer naar ziekte te neigen, zeker als het om kaalheid bij een vrouw gaat. Dit morele oordeel verandert met plaats en tijd; ook ziekten zijn dus gevoelig voor modeverschijnselen, ziekten kunnen verdwijnen met veranderende inzichten en oordelen. Zo wordt homoseksualiteit tegenwoordig in het Westen veelal niet als ziekte beschouwd, maar vroeger wel, en in sommige landen nog steeds. In de tijd van de slavernij bestond er in Amerika een ziekte die alleen onder slaven voorkwam, namelijk drapetomanie: de neiging om steeds maar weg te willen lopen.
In het Nederlands spraakgebruik worden aangeboren afwijkingen zoals zes vingers aan een hand en natuurlijke processen als kaalheid bij mannen van middelbare leeftijd of zwangerschap bij een vrouw meestal niet beschouwd als ziekte. Over de vraag of een ongeval en de blijvende gevolgen daarvan een ziekte is, wordt ook verschillend gedacht.

## Geschiedenis

De verspreiding van de Zwarte Dood van 1346 tot 1351. Via de handelsroutes konden niet alleen mensen, goederen en ideeën, maar ook ziekten zich snel verspreiden

Ziekten hebben een grote rol gespeeld in de geschiedenis. Zo is in de afgelopen drieduizend jaar één op de tien mensen gestorven aan het pokkenvirus.
De overgang naar landbouw — de neolithische revolutie — met zijn sedentaire levenswijze en domesticatie van planten en dieren, was ook op het vlak van ziekten een belangrijke verandering. De plaatsgebondenheid en intensiever contact met dieren vergrootte de vatbaarheid voor ziektekiemen en met hongersnood en oorlog zorgde dit ervoor dat de bevolking in deze periode niet al te snel groeide.
Desondanks nam de wereldbevolking toe en ook de mobiliteit. Daarmee namen ook de onderlinge contacten en de verspreiding van ziektekiemen toe. Daardoor konden epidemieën grootschalig en verwoestend zijn. Zo kwam in de veertiende eeuw in Europa ongeveer een derde van de bevolking om het leven nadat een serie misoogsten tussen 1315 en 1322 met grote hongersnood tot gevolg tussen 1347 en 1351 werd gevolgd door de Zwarte Dood. Waarschijnlijk kon de ziekte zich dankzij de Pax Mongolica snel verspreiden via de zijderoute in het Mongoolse Rijk.
De gevolgen van deze Euraziatische uitwisseling vielen echter in het niet bij die van de Columbiaanse uitwisseling. Amerika kreeg in korte tijd te maken met een heel scala van de ziekten waar de Oude Wereld eeuwenlang een afweer tegen had kunnen opbouwen. Daarbij had de bevolking ook nog eens een kleinere genetische variatie, zodat minstens 50% en mogelijk 90% van de lokale bevolking tussen 1492 en 1650 het leven verloor, waarmee dit samen met de veertiende-eeuwse epidemieën de grootste menselijke ramp in de geschiedenis is geweest.
Waar de uitwisseling van ziektekiemen desastreus was voor Amerika en Oceanië, gold daarbuiten dat epidemieën waarbij miljoenen volwassenen het leven lieten langzamerhand afnamen. Op de lange duur werd ook een bepaalde mate van immuniteit opgebouwd. Ziekten werden endemisch en troffen vooral jonge kinderen. Met de industriële revolutie kwamen echter ook snellere vormen van transport. Waar voor ziekten als cholera in vroegere tijden de incubatieperiode zo kort was dat de slachtoffers ziek werden voor zij in staat waren om ver te reizen, gold dat met de grote migratiebewegingen en het snellere transport deze ziekten opnieuw epidemieën konden veroorzaken. Tuberculose werd zo rond 1820 een wereldwijd probleem.
Rond 1840 ontstond in het Verenigd Koninkrijk het besef dat ziekten als cholera en buiktyfus overdraagbaar waren via besmet water en dat het daarom voordelig kon zijn om drink- en afvalwater te scheiden. De daaropvolgende sanitaire revolutie betekende dat steden voor het eerst geen zwarte gaten met een sterfteoverschot waren.
De twintigste eeuw zag een sterke daling van het sterftecijfer, ingezet door vaccinatie, antibiotica en sanitaire verbeteringen. De wereldwijde levensverwachting steeg daardoor van minder dan 30 jaar rond 1800 naar 35 in 1900, 45 in 1950 en 67 in 2000. Tussen 1900 en 2000 groeide de wereldbevolking zo van 1,6 miljard naar 6 miljard mensen. Waar infectieziektes sterk afnamen, geldt dat mismatchaandoeningen als obesitas en diabetes juist toenemen door de verminderde noodzaak tot lichaamsbeweging en de overvloed aan koolhydraat- en vetrijk voedsel. Voor jager-verzamelaars was dit bevorderlijk energierijk voedsel dat de benodigde energie leverde, terwijl het daarnaast van belang was om energie te besparen waar dat kon. Sinds de neolithische revolutie en vooral de industriële revolutie is er echter een overdaad aan voedsel te verkrijgen met weinig inspanning. De snelheid waarmee dit zich voltrokken heeft, is te groot voor de adaptatiesnelheid van de menselijke evolutie, zodat gedrag en fysiologie nog gericht zijn op de levenswijze uit het Pleistoceen.

## Voetnoten
1. ↑  De Wereldgezondheidsorganisatie-definitie van gezondheid als Een toestand van volkomen lichamelijk, geestelijk en maatschappelijk welbevinden sluit eigenlijk het bestaan van gezonde mensen uit. Re-defining 'Health', WHO